# На острове Дальнем…
«На острове Дальнем…» — советский художественный фильм 1957 года режиссёра Николая Розанцева по повести А. Борщаговского «Пропали без вести».
Премьера фильма состоялась 18 ноября 1957 года.

## Сюжет
Создан на основе подлинной истории шести советских моряков, потерпевших кораблекрушение и спасённых через 82 дня у берегов Камчатки.
Экипаж буксирного катера из 6 моряков, служивших на Дальнем Востоке, унесло в открытый океан. Поиски экипажа не увенчались успехом. Рассматривается версия преднамеренного преступления и государственной измены.
Но моряки катера, оставшись без горючего и продовольствия, борются за жизнь. Соорудив мачту, сшив из одеял парус, они пытаются добраться до родных берегов.

## В ролях
- Николай Тимофеев — Рудаков, директор комбината
- Лев Фричинский — капитан Елагин
- Раиса Куркина — Даша Соколова
- Иван Савкин — Седых
- Пётр Лобанов — Чвалев
- Александр Соколов — Фомин
- Адольф Шестаков — дядя Ваня
- Владимир Гусев — Костя
- Георгий Жжёнов — Клепиков
- Афанасий Кочетков — Роман
- Владимир Муравьёв — Генька
- Пётр Савин — Кравцов
- Георгий Колосов — Аполлинарий
- Аркадий Трусов — член комиссии
- Наталия Кудрявцева — Люся
- Алексей Кожевников — эпизод
- Любовь Малиновская — эпизод
- П. Ильясов — эпизод
- В. Мехнецов — эпизод
- Борис Васильев — эпизод
- И. Мудров — эпизод
- Виктор Чайников — рыбак (нет в титрах)

## Съёмочная группа
- Режиссёр: Николай Розанцев
- Сценарист: Владимир Сутырин, 
Александр Борщаговский
- Оператор: Константин Рыжов
- Художник: Борис Бурмистров
- Композитор: Олег Каравайчук
- Звукооператор: